# 中村俊太
中村 俊太（なかむら しゅんた、1977年7月26日 - ）は、日本の元俳優・ゴルフインストラクター。

## 人物
俳優で歌手の中村雅俊と女優の五十嵐淳子の間に長男として生まれる。妹が3人おり、一番下の妹はモデル・タレントの中村里砂。
アメリカのクラカマス・コミュニティ・カレッジ卒業。2001年10月に芸能界デビュー。
活動は順調に思われたが2009年4月4日、東京都杉並区の路上で乾燥大麻を所持していたとして警視庁高井戸警察署に大麻取締法違反の現行犯で逮捕された。翌4月5日、父親の中村が記者会見を開き、自身が社長を務める所属事務所から俊太を解雇、芸能界から引退させると発表した。4月14日、初犯で所持量微量（1グラム未満）、反省している点を考慮され、起訴猶予処分となり釈放された。報道では後日に謝罪会見を行う予定とされていたが、実際には会見は行われなかった。
2011年10月、知人の紹介を受け都内港区のゴルフスクールでインストラクターとして活動していることが報じられた。芸能界復帰に関しては、「今やるべきことではない。将来的には分からないが、もし周囲の許しも得られて、その上で伝えたり表現できるものがあれば。」と述べている。

## 出演作品

### テレビドラマ
- 歓迎!ダンジキ御一行様（日本テレビ） - 慶白 役　※父・中村雅俊と共演したデビュー作
- 白い巨塔（2003年、フジテレビ） - 佐々木庸一 役
- 金曜エンタテイメント「壁ぎわ税務官(2)確定申告編」（フジテレビ） - 桐生達夫 役
- 新選組!（2004年、NHK大河ドラマ） - 浅野薫 役
- RUNNER'S HIGH（フジテレビ） - 高中治樹 役
- 相棒 season2 第6話「殺してくれとアイツは言った」（2003年11月19日、テレビ朝日） - 倉貫健次郎 役
- 竜馬がゆく（テレビ東京） - 岡本健三郎 役
- 男たちの宿題（フジテレビ） - 丸尾友弘 役
- 優しい時間（フジテレビ） - 川西健役 役
- 雨と夢のあとに（テレビ朝日） - 久慈康彦 役
- 鉄道警察官・走る捜査線（テレビ東京） - 秋山和人 役
- たったひとつの恋（日本テレビ）第3話
- 火曜サスペンス劇場「十七年目の秘密 定時制教師・石本歩」（2004年、日本テレビ）
- CBCテレビ開局50周年記念スペシャルドラマ「命の奇跡」（2006年）
- 京都地検の女4（2007年） - 下地圭太 役
- 徳川風雲録 八代将軍吉宗（2008年、テレビ東京）
- 栞と紙魚子の怪奇事件簿（2008年、NTV）
- 7人の女弁護士（2008年、テレビ朝日）- 安田洋一 役
- 金曜プレステージ「クッキングパパ」（2008年、フジテレビ）
- 主水之助七番勝負〜徳川風雲録外伝〜（2008年、テレビ東京）
- 松本清張生誕100年特別企画・疑惑（2009年、テレビ朝日） - 藤原好郎 役
- 月曜ゴールデン「沈黙の法廷・赤と黒」（2010年、TBS） - 三枝晋平 役　※復帰作と誤認されやすいが、逮捕前に撮影された放送が1年以上ずれ込んだものである。

### 映画
- 東京フレンズ The Movie（2006年）
- ラストゲーム 最後の早慶戦（2008年）
- 空へ-救いの翼 RESCUE WINGS-（2008年） -　柿崎大輔 役
- 今度の日曜日に（2009年） -　大村敦史 役

### DVD
- 東京フレンズ（avex） - 永瀬充男 役

### 舞台
- お笑いゴッド - 田中淳 役
- Dog-Eat-Dog
- ファミリー大戦争

### CM
- NEC「VALUESTAR T」（2004年）
- 全労済「新総合医療共済」（2007年、父・雅俊との共演）